# 미국 주방위군
미국 주방위군(美國州防衛軍, 영어: United States National Guard), 통칭 주방위군(州防衛軍, National Guard) 은 미군의 예비군 중 한 분과다.
미국의 50개 주 및 괌, 버진아일랜드, 푸에르토리코 준주, 그리고 워싱턴 D.C.까지 총 54개 지역에 별도의 주방위군이 존재한다. 각 주방위군은 주둔하고 있는 주의 지역 민병대로 기능하면서 동시에 연방정부의 예비군으로서 이중 지휘체계에 속한다.

## 조직
미국 주 방위군의 지휘권은 각 주지사에게 있으나, 연방정부에도 주방위군국(National Guard Bureau)이 설치되어 있다. 주방위군국 국장은 대장 계급으로 미국 합동참모본부 각 주의 방위군을 통솔하는 주방위군 총감(Adjutant General)은 통상 소장 계급이다. 군 부대 조직으로 육군 주방위군, 공군 주방위군으로 구분된다.

## 임무
주 방위군 기본 임무는 주자사의 명령에 따른 주 자체의 치안 유지, 재해 구조 등이며, 전쟁 및 국가적 재난, 치안 사항 발생시에는 연방군 소속으로 해당 작전에 동원될 수 있다. 

## 같이 보기
- 주방위대